# Pjedsted Kirke
Pjedsted Kirke ligger i den gamle del af landsbyen Pjedsted ca. 8 km NV for Fredericia (Region Syddanmark).
En runesten, Pjedsted-stenen, sad i tårnmuren indtil 1857, hvor den blev udtaget. Stenen kom i 1879 til Nationalmuseet.

## Eksterne kilder og henvisninger
- Pjedsted Kirke på KortTilKirken.dk

- Wikimedia Commons har flere filer relateret til Pjedsted Kirke